# Cornelius Essex
Cornelius Essex, indicato anche come Corneles, Cornelies o Cornelyes (Inghilterra, XVII secolo – New York, 1682), è stato un pirata inglese.

## Biografia
Essex viene citato per la prima volta nell'agosto del 1679, come facente parte di un gruppo di pirati che attaccarono dei commercianti spagnoli nel golfo dell'Honduras, rubando loro indaco e altre merci preziose. Il suo vascello Great Dolphin venne poi catturato da un gruppo inglese in Giamaica , ed Essex venne processato con 20 uomini della sua ciurma: due di essi furono impiccati, ma non Essex. L'Assemblea Giamaicana protestò per questa decisione col governatore "viste le molte depredazioni commesse da pirati e bucanieri, affinché si prendessero delle decisioni immediate per porre fine a queste minacce continue".
Essex salpò allora a bordo della sua nave verso Port Morant, in Giamaica, nel dicembre del 1679 per unirsi a John Coxon, Bartholomew Sharpe, Robert Allison e Thomas Magott coi quali pianificò un assalto a Puerto Bello. Durante il viaggio la nave di Essex si trovava in condizioni così cattive da costringerlo ad apportare riparazioni di fortuna per poter proseguire.
Al gruppo si unirono anche i bucanieri francesi Rose e Bournano,  mentre Sharpe e Essex non si presentarono dove concordato con il gruppo,  preferendo incontrarsi invece con alcuni di loro alle Golden Islands qualche giorno dopo. Assieme conquistarono la città nel febbraio del 1680, catturando sufficiente oro e preziosi che ciascun uomo della ciurma poté avere 100 pezzi da otto. I bucanieri si raggrupparono quindi a Bocas del Toro per preparare un assalto alla città di Panama, anche se Essex pare non abbia preso a questa spedizione per motivi rimasti sconosciuti.
Alcune fonti moderne riportano che Essex rimase ucciso nell'attacco di Puerto Bello. Secondo altre fonti invece continuò la sua esperienza a fianco di Coxon e di altri capitani. A sostegno di tale tesi vi è il fatto che in altre fonti sembra tornasse in Giamaica nel 1682 e poco dopo ripartisse alla volta di New York come semplice passeggero di uno sloop che venne poi saccheggiato da dei pirati, morendo in quell'occasione.